# Tasovice, Blansko
Tasovice là một làng thuộc huyện Blansko, vùng Jihomoravský, Cộng hòa Séc.